# Pink Bubbles Go Ape
Pink Bubbles Go Ape – czwarty studyjny album niemieckiego zespołu metalowego Helloween wydany w marcu 1991 roku.
Jest to pierwsza płyta nagrana bez udziału Kai'a Hansena, którego zastąpił Roland Grapow. Znacznie odbiega stylem od poprzednich dokonań zespołu. Znaczny wpływ na to miał Michael Kiske, który napisał większość utworów.
Album zawiera dwa single - "Kids of the Century" oraz "Number One". Utwór "Kids of the Century" znalazł się na 65. miejscu listy przebojów w Wielkiej Brytanii.
W 2006 r. ukazała się remasterowana edycja płyty, zawierająca 4 dodatkowe utwory, pochodzące ze stron b singli.

## Lista utworów
1. "Pink Bubbles Go Ape" (Kiske) - 0:37
2. "Kids Of The Century" (Kiske) - 3:52
3. "Back On The Streets" (Grapow/Kiske) - 3:23
4. "Number One" (Weikath) - 5:14
5. "Heavy Metal Hamsters" (Weikath/Kiske) - 3:28
6. "Goin' Home" (Kiske) - 3:51
7. "Someone's Crying" (Grapow) - 4:18
8. "Mankind" (Grapow/Kiske) - 6:19
9. "I'm Doin Fine Crazy Man" (Grosskopf/Grapow) - 3:39
10. "The Chance" (Grapow) - 3:48
11. "Your Turn" (Kiske) - 5:39

(japońska wersja płyty zawierała dodatkowy utwór nr 12 - "Shit And Lobster") 

### Utwory bonusowe na rozszerzonej edycji
1. "Blue Suede Shoes" (Carl Perkins) – 2:36
2. "Shit And Lobster" (Weikath) – 4:08
3. "Les Hambourgeois Walkways" (Weikath) – 5:47
4. "You Run With The Pack" (Grosskopf) – 3:54

## Twórcy
- Michael Kiske - śpiew
- Michael Weikath - gitara
- Roland Grapow - gitara
- Markus Grosskopf - gitara basowa
- Ingo Schwichtenberg - perkusja